# 四體大戟
四體大戟（学名：Euphorbia quartziticola）是馬達加斯加一種特有的大戟屬植物。它們生長在亞熱帶或熱帶的高海拔草原。Quartz-指的是其生长的石英砂环境而不是quart-作词尾的‘四分’之意。